# Pseudonapomyza zambiana
Pseudonapomyza zambiana este o specie de muște din genul Pseudonapomyza, familia Agromyzidae, descrisă de Cerny în anul 2008.
Este endemică în Zambia. Conform Catalogue of Life specia Pseudonapomyza zambiana nu are subspecii cunoscute.